# Moxostoma pappillosum
Moxostoma pappillosum is een straalvinnige vissensoort uit de familie van de zuigkarpers (Catostomidae). De wetenschappelijke naam van de soort is voor het eerst geldig gepubliceerd in 1870 door Cope.